# Курамшин, Айрат Минигаянович
Айрат Минигаянович Курамшин (10 ноября 1947 — 29 марта 2012, Уфа) — российский тренер (прыжки на лыжах с трамплина), спортивный функционер.  Заслуженный работник физической культуры Республики Башкортостан (1996)
За сорок лет тренерской работы Айрат Курамшин подготовил пять мастеров спорта международного класса, свыше 40 мастеров спорта России и СССР — участников Олимпийских игр в Нагано, Солт-Лейк-Сити, Турине, Ванкувере.
Занимал должность вице-президента Федерации прыжков на лыжах с трамплина и лыжного двоеборья России (с 1998) и общественного объединения «Федерация прыжков на лыжах с трамплина и лыжного двоеборья Республики Башкортостан», с 2010 г. включен в Президиум совета Федерации прыжков на лыжах с трамплина и лыжного двоеборья России.
Директор ООО Сок «Трамплин» (Уфа), долгое время возглавлял СДЮШОР № 33 в Уфе.
На похоронах, состоявшихся 30 марта в Уфе, присутствовали президент Федерации прыжков на лыжах с трамплина А. Т. Уваров, министр спорта Башкортостана А. И. Иванюта и др..
Среди учеников: Дмитрий Васильев, Сергей Масленников